# テルル化カリウム
テルル化カリウム(Potassium telluride)は、化学式K2Teの無機化合物である。カリウムとテルルから構成されるテルル化物で、白色の粉末である。テルル化ルビジウムやテルル化セシウムと同様に、宇宙での紫外線検出器に用いられる。結晶構造は他のテルル化物と似た逆蛍石型構造である。

## 合成
テルルが融解したシアン化カリウムと反応するとテルル化カリウムを生成する。また、通常液体アンモニア溶媒中で、カリウムとテルルを直接合成させることでも得られる。
{\displaystyle \mathrm {2\ K+Te\longrightarrow K_{2}Te} }

## 反応
テルル化カリウムを水に加え、濾過後の溶液を空気中に放置すると酸化還元反応が起こり、水酸化カリウムとテルルが生成する。
{\displaystyle \mathrm {2\ K_{2}Te+2\ H_{2}O+O_{2}\longrightarrow 4\ KOH+2\ Te} }